# 箒杉沢ノ頭
箒杉沢ノ頭（ほうきすぎさわのあたま、ほうきすぎさわのかしら）は、丹沢山地の丹沢主脈にある標高1,550 mの山である。丹沢山と不動ノ峰の間に位置し、山頂一帯は笹原となっている。

## 周辺の山
- 丹沢山 (1,567 m)
- 不動ノ峰 (1,614 m)
- 棚沢ノ頭 (1,590 m)
- 鬼ヶ岩ノ頭 (1,608 m)
- 蛭ヶ岳 (1,673 m)

## 関連画像

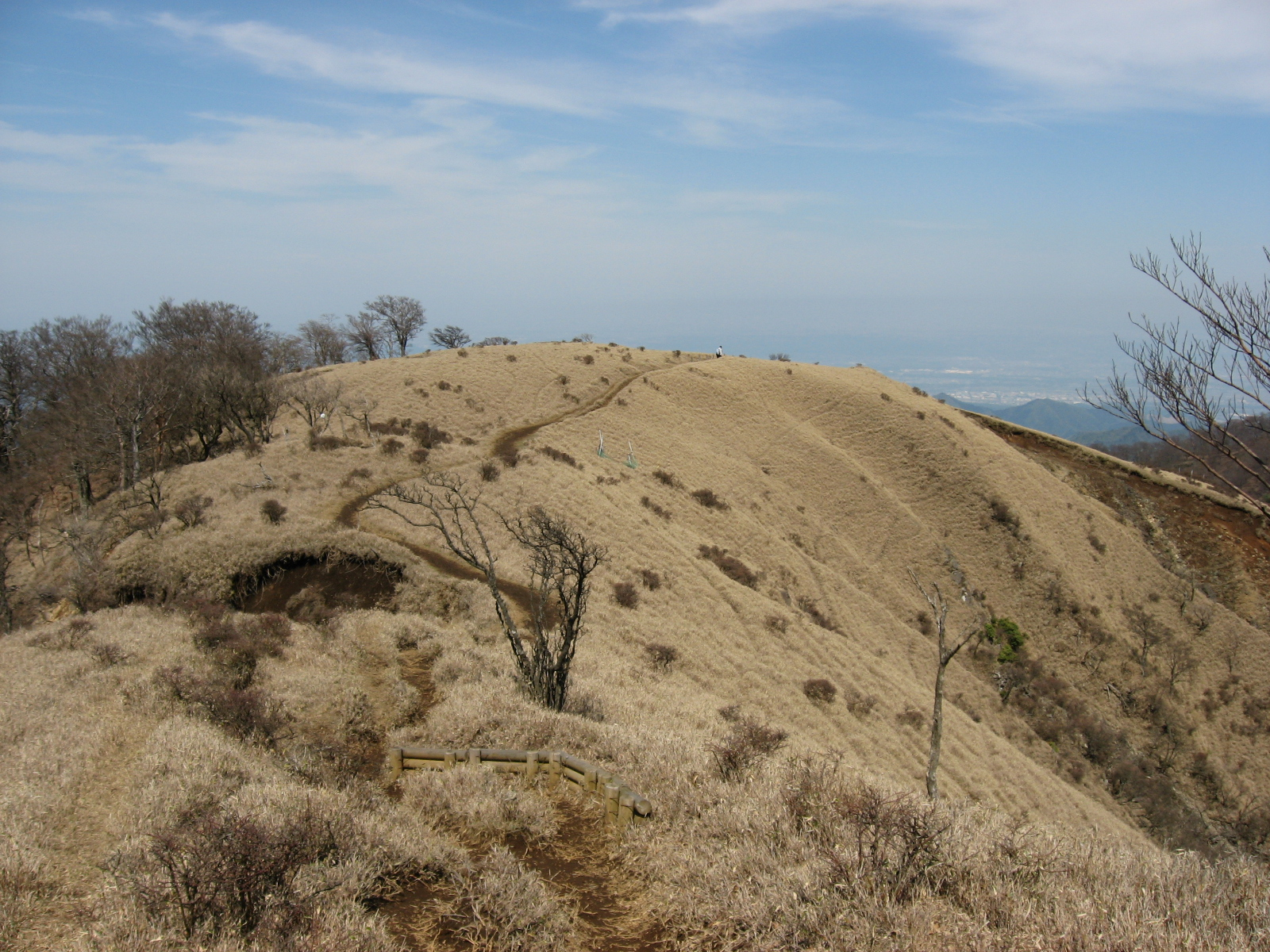
箒杉沢ノ頭の山頂部
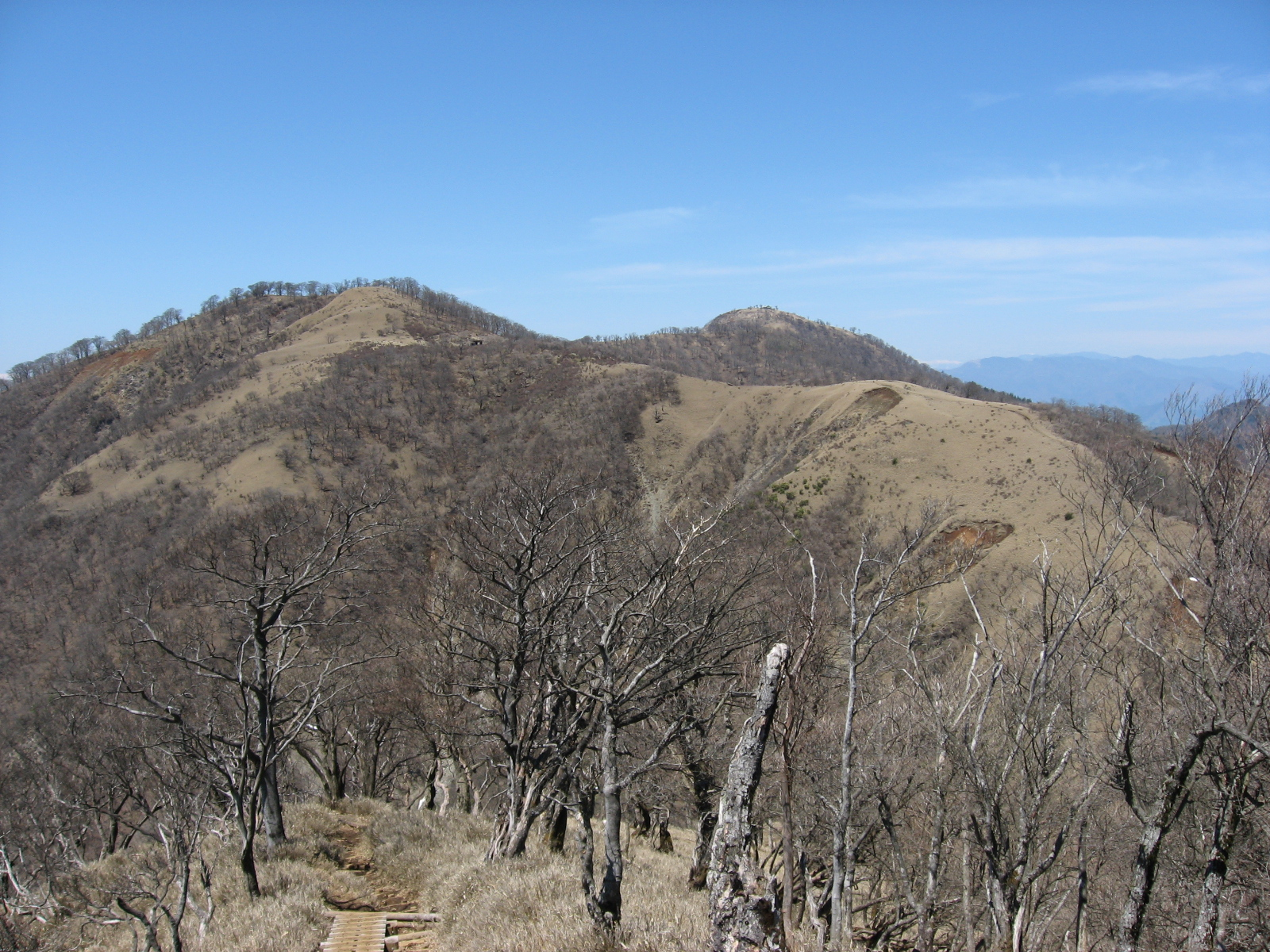
不動ノ峰（左）と箒杉沢ノ頭（右）。奥は蛭ヶ岳